# كمون دينامي حراري
الكمون الدينامي الحراري أو الكمونات الترموديناميكية (بالإنجليزية:Chemical potential) هي مقادير للطاقة الداخلية لنظام ترمودينامي، ولها نفس وحدات الطاقة ، أي تقاس بالجول. تعتمد الكمونات الترموديناميكية على الضغط P و درجة الحرارة T ، و الإنتروبي S وغيرها . وهي تزداد بزيادة كمية المادة، حيث N عدد الجسيمات. وبالإضافة إلى ذلك فهي تعتمد أيضا على بعض الخواص الأخرى التي قد تعين بالطرق الإحصائية أو القياس المعملي. الكمونات الدينامية الحرارية الأربع الأكثر شيوعا هي :
| الاسم               | الصيغة الرياضية             | متغيرات طبيعية                       |
| طاقة داخلية         | {\displaystyle U\,}         | {\displaystyle ~~~~~S,V,\{N_{i}\}\,} |
| طاقة هلمهولتز الحرة | {\displaystyle A=U-TS\,}    | {\displaystyle ~~~~~T,V,\{N_{i}\}\,} |
| إنتالبية            | {\displaystyle H=U+PV\,}    | {\displaystyle ~~~~~S,P,\{N_{i}\}\,} |
| طاقة جيبس الحرة     | {\displaystyle G=U+PV-TS\,} | {\displaystyle ~~~~~T,P,\{N_{i}\}\,} |

حيث :
T = درجة الحرارة بالكلفن,
S = الإنتروبية,
P = الضغط,
V = الحجم.
يرمز لطاقة هلمهولتز الحرة غالبا بالحرف F, لكن استخدام A هو المفضل من قبل الاتحاد الدولي للكيمياء البحتة والتطبيقية الاتحاد الدولي للكيمياء البحتة والتطبيقية 2011.
{\displaystyle N_{i}} عدد الجسيمات من النوع i في النظام. أي أن N هي مجموع كل أنواع الجسيمات في النظام، وأحيانا نستغنى عن تعيينها ونهملها .

## أهميتها
تتمركز أهمية الكمونات الترموديناميكية في كونها تبين كيفية وصول نظام ترموديناميكي إلى حالة توازن. فعند توصيل نظام ترموديناميكي مع نظام آخر يحدث بينهما تعامل يؤدي إلى حالة توازن . ويصل الإنتروبيا إلى مقدار أعلى مقدار له عندما تتساوى جميع الخصائص المكثفة للنظامين المختلطين .
من الوجهة العملية : إذا كان مثلا الإنتروبي S والحجم V وعدد الجسيمات N متغيرات حرة في النظام (وحفظت باقي الخصائص ثابتة) فإن الطاقة الداخلية للنظام تعطي جميع المعلومات عن النظام وتؤدي إلى الوصول إلى حالة توازن ترموديناميكي .
في تفاعل كيميائي تشكل درجة الحرارة والضغط وعدد الجسيمات متغيرات وفي تلك الحالة يعطي الإنثالبي الحر اتجاه سير التفاعل .
وكما هو الحال في حالة الميكانيكا حيث تعرف طاقة الوضع بأنها قدرة نظام على أداء شغل ميكانيكي (مثل السقوط من جبل أو من أعلى حيث تتحول طاقة الوضع إلى حركة )، فتعطي الطاقة الداخلية U قدرة النظام على أداء شغل وعلى إصدار حرارة. و طاقة غيبس الحرة هي قدرة نظام على أداء شغل غير ميكانيكي، مثل إنتاج كهرباء أو تسيير تفاعل كيميائي . كما يوجد لدينا كمون كيميائي آخر يسمى إنثالبي وهو يعطي قدرة نظام على أداء شغل ليس ميكانيكيا وإصدار حرارة. و طاقة هلمهولتز الحرة تعطي نظام على أداء شغل ميكانيكي. وبناء على ذلك فيمكن القول بأن التغير في الحرارة الداخلية ΔU هي الطاقة المضافة إلى نظام، و ΔF هي الشغل المؤدي على النظام من الخارج، و ΔG هي الشغل الغير ميكانيكي المؤدى عليه، و ΔH هي مجموع الشغل الغير ميكانيكي والحرارة المضافتين إلى النظام .
نستخدم الكمونات الترموديناميكية لحساب توازن كيميائي يحدث في تفاعل كيميائي ، أو عندما نقوم بقياس بعض خصائص المادة في التفاعلات الكيميائية. ونقوم بإجراء التفاعلات الكيميائية عادة تحت ظروف الضغط الجوي و درجة حرارة الغرفة (بافتراض أن كلاهما ثابتين) أو نجري التفاعل عند ثبات الإنتروبيا و الحجم .
وكما هو الحال في الميكانيكا حيث تميل طاقة الوضع إلأن تتخذ أقل قيمة لها عند التوازن (عند السقوط تقل طاقة الوضع) كذلك يتخد الكمون الترموديناميكي أقل قيمة له عند الوصول إلى حالة التوازن . كما يمكن استخدام الكمون الترموديناميكي لتعيين الطاقة التي يمكن الاستفادة منها من نظام ترموديناميكي تحت ظروف معينة نقوم باختيارها .

## اقرأ أيضا
- معادلة جيبس هيلمهولتز
- معادلة جيبس الأساسية
- طاقة غيبس الحرة
- جهد كهركيميائي
- كمون كيميائي
- ديناميكا حرارية
- القانون الثاني للديناميكا الحرارية
- تفاعل كيميائي
- مبدأ أقل طاقة
- محركات الحرارة الكمومية